# MedPAN

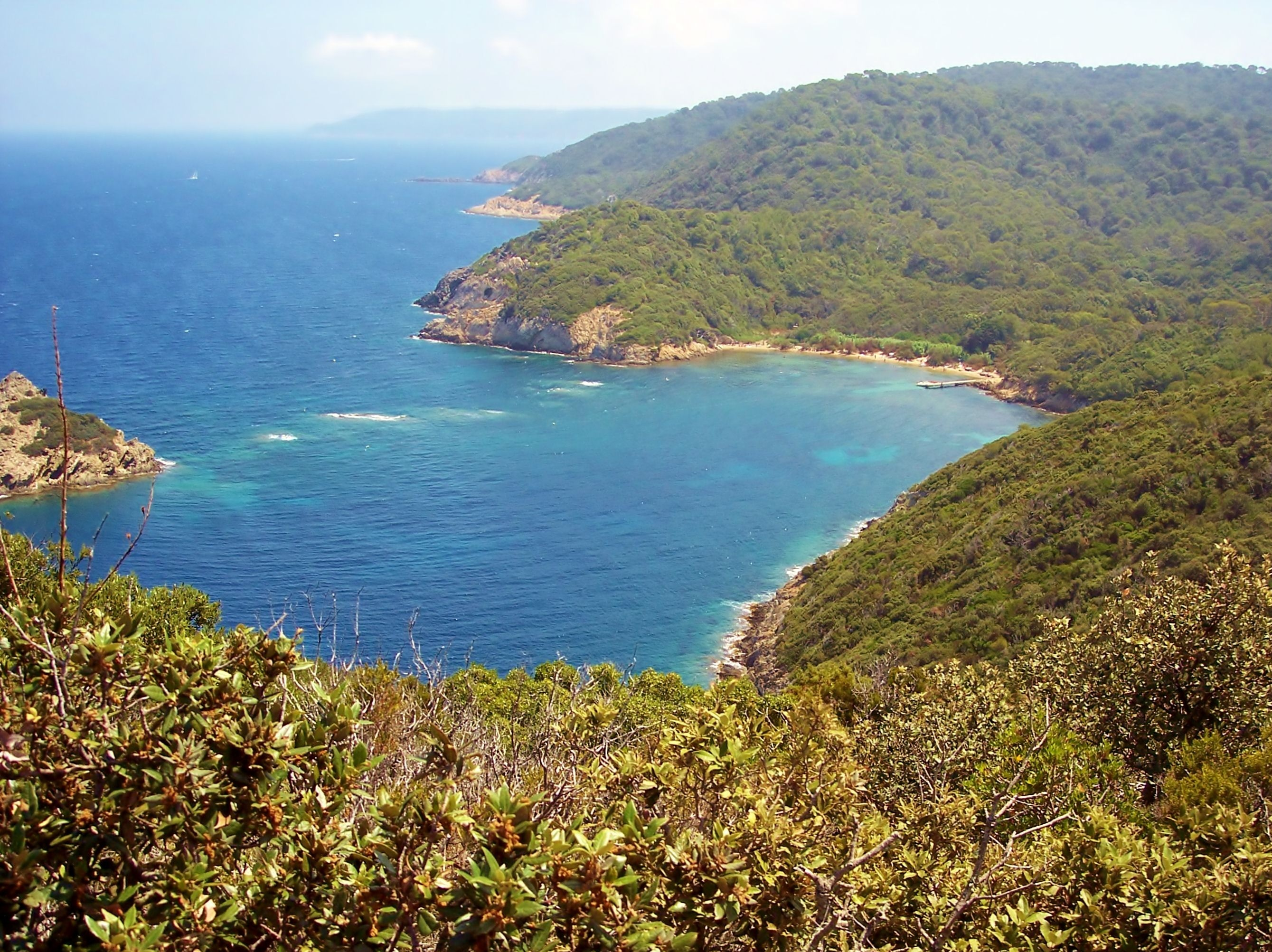
Le Parc national de Port-Cros est l'un des membres fondateurs du réseau MedPAN.

Le Réseau des gestionnaires d’aires marines protégées en Méditerranée (en anglais Mediterranean Protected Areas Network, MedPAN) est l'une des principales organisations non gouvernementales consacrées à la protection de la nature en Méditerranée. 
Sa mission est de promouvoir la création, la pérennisation et le fonctionnement d’un réseau d’aires marines protégées (AMP) sur l'ensemble des pays de la Méditerranée pour la conservation de son intégrité et de sa biodiversité, ainsi que de s'assurer que l'utilisation des ressources naturelles marines est faite de façon équitable et durable. Le but est de fédérer les AMP de toute la région et de favoriser le partage d'expérience et la mobilisation commune sur des enjeux communs à l'échelle du bassin méditerranéen.
Fondée en 2008 sous la coordination technique du WWF France et avec l’appui de 9 membres fondateurs, sa gestation a été longue et remonte aux années 1990. Son siège est situé à Marseille, en France. Elle réunit 78 organisations gérant 110 aires marines protégées sur 21 pays, et anime un réseau d'experts et scientifiques. Elle aide ces pays et institutions à préparer et appliquer des stratégies en matière de protection de la mer.

## Historique
Cette section ne s'appuie pas, ou pas assez, sur des sources secondaires ou tertiaires indépendantes du sujet.

Pour l'améliorer, ajoutez-en, ou placez des modèles {{Source secondaire souhaitée}} ou {{Source secondaire nécessaire}} sur les passages mal sourcés. (novembre 2022)

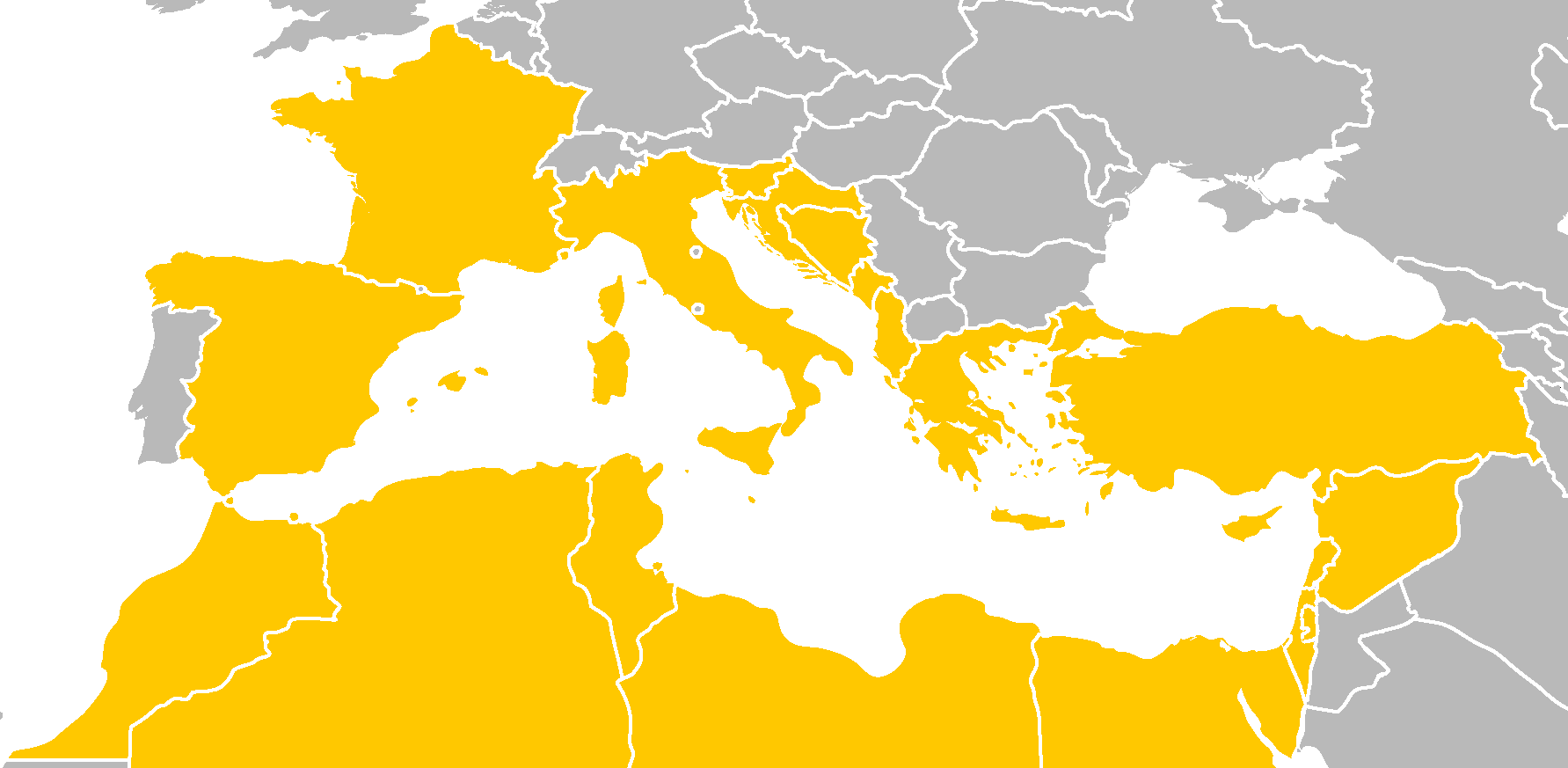
Pays concernés par le réseau.

L'organisation MedPAN est actuellement une association loi 1901 créée le 6 novembre 2008 par décision de ses membres. Les 9 membres fondateurs sont le Kornati national Park de Croatie, l'Egyptian Environnmental Affairs Agency, le parc national de Port-Cros, l'association WWF France, l'ADENA (située à Agde), le parc national de Zakynthos en Grèce, la réserve naturelle marine de Miramare en Italie, la Zavod RS za varstvo narave de Slovénie, et le WWF Turquie. 
Cependant, un réseau des gestionnaires d’Aires Marines Protégées en Méditerranée existait depuis la Conférence de Monaco de 1990, et avait été créé avec le soutien de la Banque Mondiale ; pendant six ans, il fut essentiellement porté par le Parc national de Port-Cros, mais finit par péricliter du fait du manque de moyens propres. Il est refondé en 1999 sous la forme d'une association loi 1901 et survit grâce à des financements ponctuels (comme l'INTERREG IIIC), mais la nécessité d'une institutionnalisation concrète se fait sentir, piste examinée en 2007 à l'occasion de la déclaration de Porquerolles. L'organisation pérenne est donc créée le 6 novembre 2008 ; la première Assemblée Générale a lieu en 2009, et les activités débutent en 2010. Il s'agit désormais d'une organisation indépendante non gouvernementale, à but non lucratif et disposant de fonds dédiés.
En 2021, l’association compte 78 membres qui gèrent plus de 110 AMP et 53 partenaires de 21 pays autour de la Méditerranée. Le Secrétariat Exécutif de l’association compte 9 salariés.

## La protection maritime en Méditerranée

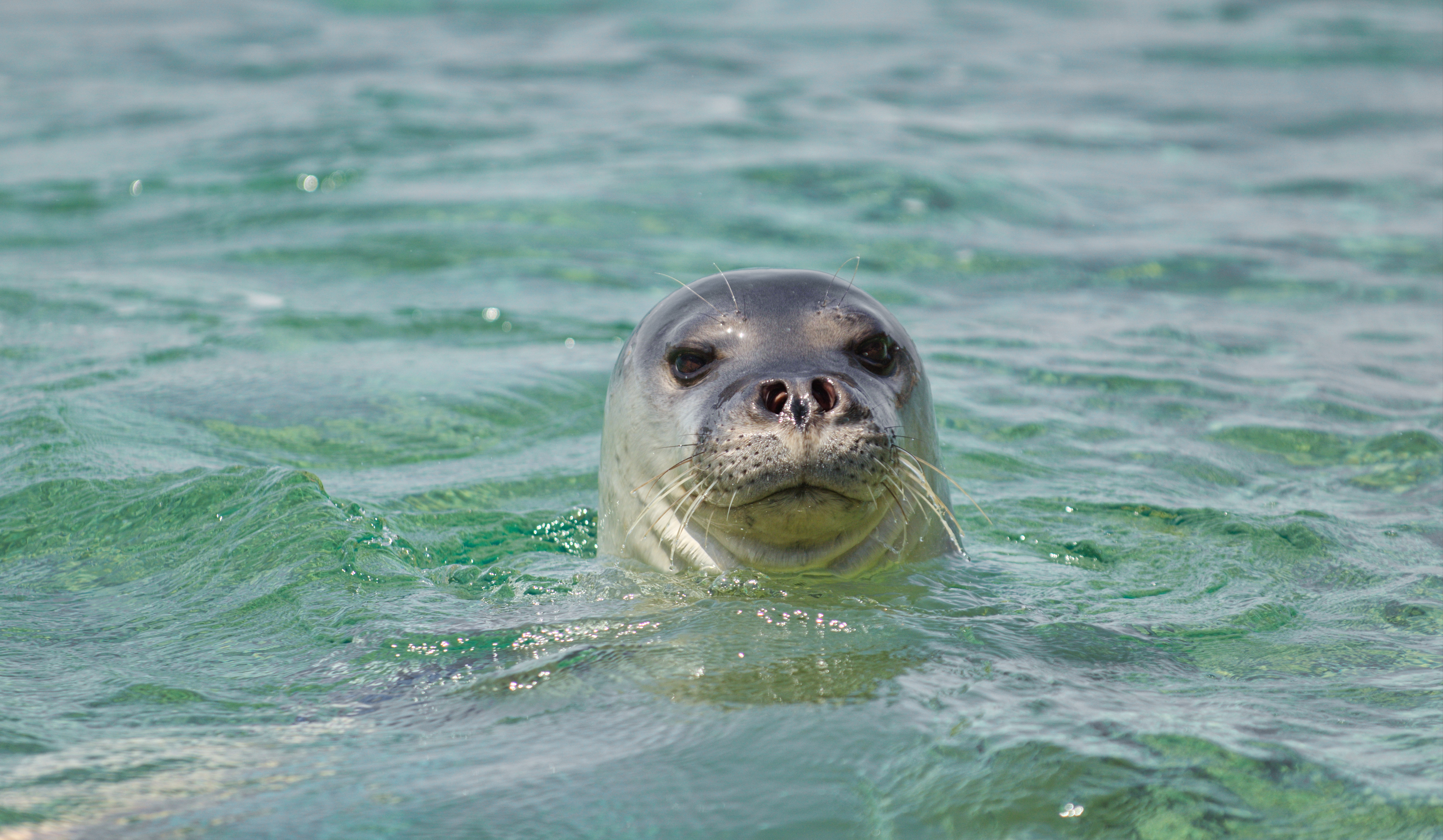
Le Phoque moine de Méditerranée est une espèce endémique en danger d'extinction. Autrefois abondant dans tout le bassin, sa population est désormais estimée à moins de 500 individus, vivant sur une poignée de sites (essentiellement entre la Grèce et la Turquie, notamment le parc national marin d'Alonissos).

La mer Méditerranée est la plus grande mer semi-fermée au monde, et figure parmi les 36 zones sensibles les plus importantes du monde en termes de biodiversité marine. Bien que ne constituant que 0,7% de la surface totale des océans, on y retrouve 4 à 18 % des espèces marines connues à ce jour, avec un taux d’endémisme s’élevant à 20 %. Mais c'est aussi un espace politique complexe, à la croisée de trois continents et bordé par 21 États souverains aux cultures extrêmement variées. Ainsi, il existe pas moins de 54 désignations officielles d'aires marines protégées, certaines internationales (comme les réserves de biosphère UNESCO), d'autres communautaires (comme les sites Natura 2000 de l'Union Européenne), d'autres transnationales (aire spécialement protégée d'importance méditerranéenne), d'autres encore nationales (parc nationaux marins), d'autres régionales, etc. 15 Zones Marines d’Importance Écologique ou Biologique (ZIEB) méditerranéennes ont été décrites conjointement par la CDB et le PNUE/PAM. 
Actuellement, MedPAN dénombre 1 215 AMP et Autres Mesures Spatiales de Conservation (AMSC) en Méditerranée qui couvrent 17 362 km2, ce qui place 6,81% de la Méditerranée sous désignation officielle (quelle qu'elle soit). 72,77 % de la surface couverte est située en Méditerranée occidentale et 90,05 % de la superficie totale couverte par les AMP et les AMCS se trouvent dans les eaux de l’UE.
9,79 % des eaux européennes sont couvertes, principalement du fait du réseau Natura 2000 en mer, très peu restrictif. Les désignations nationales (de type parc national) représentent seulement 1,6 % de l'ensemble et les zones d’accès interdit, de non-prélèvement ou de non-pêche, à peine 0,04 %. La plupart de ces AMP souffrent d'un « sous-financement chronique », et celles-ci dépensent en moyenne chaque année 20 € par hectare (et seulement 1 € au Maghreb) là où il en faudrait 100. Conséquence de ce sous-financement, les ressources humaines allouées à la protection et à la gestion de ces sites sont souvent déficitaires, alors que les données scientifiques les pointent comme le principal « nerf de la guerre » dans le succès des aires marines protégées. 
La protection vise essentiellement des espaces stratégiques à haute valeur environnementale, comme les herbiers de Posidonie (39,77 % sont protégés) et les communautés coralligènes méditerranéennes (32,78% couverts).
La surface des AMP est un facteur stratégique de leur efficacité. Actuellement, 65,05 % des AMP de statut national ont une surface marine inférieure à 50 km2, dont 69 sites avec une aire marine inférieure à 10 km2. Seules 46 AMP nationales ont une surface marine supérieure à 100 km2.
L'âge des AMP est un autre facteur de succès, et sur ce point les AMP de Méditerranée peuvent se prévaloir d'excellents chiffres : 78 % des AMP de désignation nationale ont plus de 10 ans (âge de « maturité ») et 46 sites ont plus de 20 ans. Sur l’ensemble des AMP et AMSC, 48 % ont plus de 10 ans.
Les « espèces-phares » de Méditerranée selon les rapports du réseau sont les mérous (notamment Epinephelus marginatus, mais aussi Mycteroperca rubra, Epinephelus costae, Epinephelus caninus et Epinephelus aeneus), le corail rouge (et quelques autres coraux abyssaux), la grande nacre, plusieurs espèces de requins et raies, le phoque moine de Méditerranée, les tortues caouanne et verte, le rorqual commun, le dauphin commun, le balbuzard pêcheur ou encore le puffin yelkouan.
Les menaces pesant sur cette mer quasi-fermée sont nombreuses : en plus d'être la première destination touristique au monde (343 millions de touristes en 2014), 150 millions d'humains habitent le long de son littoral, dont plus de la moitié ne disposent pas de système de traitement des ordures et eaux usées. Plus de 85 % des ressources halieutiques sont en état de surexploitation. En plus des pollutions plastiques, chimiques et organiques, la Méditerranée voit aussi passer 18 % du trafic pétrolier mondial et a déjà connu plusieurs marées noires. Enfin, la Méditerranée est aussi considérée comme « la mer la plus surpêchée du monde » : 90 % des stocks halieutiques y sont pêchés au-dessus des niveaux durables.
Dans l’esprit de la convention de Barcelone et de l’objectif 11 d’Aichi en matière de biodiversité en région méditerranéenne, le SPA/RAC, le MedPAN et leurs partenaires ont élaboré en 2012 une « Feuille de route : vers un réseau méditerranéen d’Aires Marines Protégées connectées, écologiquement
représentatif et géré de manière efficace et durable d’ici 2020 ». Celle-ci a servi de base de travail pour la « Feuille de route pour un réseau cohérent d’AMP bien gérées pour atteindre l’objectif 11 d’Aichi en Méditerranée » adoptée en 2016 à Athènes, qui vient appuyer une stratégie régionale précédente concernant les AMP, le « Programme régional de travail pour les Aires Marines et Côtières Protégées en Méditerranée, y compris en haute mer » (issu de la COP 16 de 2009).
En mars 2021, MedPAN est l'un des principaux membres fondateurs du « Consortium méditerranéen pour la biodiversité », aux côtés de l'Initiative MedWet (équivalent de MedPAN pour les zones humides non marines), la tour du Valat, l’Association internationale des forêts méditerranéennes et le Centre de coopération pour la Méditerranée de l’UICN, avec le partenariat de l'Agence française de développement et du Fonds français pour l'environnement mondial.

## Structure de l'organisation
L'association dispose d'une assemblée générale et d'un conseil d'administration, présidé par DEPANA (représenté par Purificació Canals, Espagne). Le Conseil d’Administration est l'organe élémentaire de la gouvernance de l’association, qui propose à l’Assemblée Générale les orientations de MedPAN et veille à l’application concrète des décisions prises. Il se compose de 13 organisations provenant de 6 pays européens différents. 

### Membres
MedPAN est une organisation comprenant 78 membres (ONG et agences gouvernementales), soit plus de 63% du total des AMP méditerranéennes. Elle est présente dans 21 pays.

### Financement
Le budget de MedPAN provient essentiellement des cotisation de ses membres, de subventions publiques, du soutien de fondations privées et de dons. 
Les principaux bailleurs sont l'Agence française de développement, l'Office français de la Biodiversité, le conseil départemental des Bouches du Rhône, le programme Med de la Commission européenne, le projet MedMPA networks, le Fonds français pour l'environnement mondial, la Fondation MAVA, la fondation Prince-Albert-II-de-Monaco, la région Sud, et la ville de Marseille.
MedPAN participe aussi au fonds environnemental dédié aux AMP de Méditerranée : le MedFund,.

## Programme de MedPAN

### Buts
Le réseau a pour but de « promouvoir la pérennisation et le fonctionnement d’un réseau méditerranéen d’aires marines protégées écologiquement représentatif, connecté et géré efficacement contribuant à réduire le rythme actuel de l’appauvrissement de la biodiversité marine ».

Les statuts de l'association définissent le but suivant : 

« atteindre les objectifs spécifiques fixés par la Convention sur la diversité biologique (Rio de Janeiro, 1992) de créer et maintenir des systèmes nationaux et régionaux d’aires marines protégées complets, bien gérés et écologiquement représentatifs et qui, collectivement, par le biais notamment d'un réseau global, contribueront à réaliser les trois objectifs de la Convention et l'objectif fixé consistant à réduire substantiellement le rythme actuel de l'appauvrissement de la diversité biologique aux niveaux mondial, régional, national et infranational. »

— Statuts de l'association.
Elle contribue également à la mise en œuvre de la convention de Barcelone, et en particulier son protocole relatif aux Aires Spécialement Protégées et la Diversité Biologique en Méditerranée, ainsi qu'à la mise en œuvre du Plan de Conservation de l’Accord sur la conservation des cétacés de la mer Noire, de la Méditerranée et de la zone Atlantique adjacente (CMS/ACCOBAMS) et en particulier des dispositions relatives à la protection des habitats.
Les principaux thèmes de travail sont : la pêche artisanale, le tourisme durable, les espèces mobiles, le changement climatique, le financement et l’efficacité de la gestion. 

### Stratégie
L'assemblée Générale vote régulièrement un plan stratégique sur 4 ans : le dernier en date couvre la période 2019-2023 « et au-delà ». 
La stratégie actuelle repose sur 5 piliers : 
- Venir en appui technique aux AMP au niveau local, tout en renforçant l’action stratégique aux niveaux national, européen, méditerranéen et international
- Définir des pratiques de référence et transmettre l'expérience acquise de chaque membre du réseau
- Développer de nouvelles manières d'agir en réseau (groupes de travail thématiques, connexions avec les réseaux travaillant à d'autres échelles...)
- Développer la connaissance et le suivi des grands thèmes centraux (la pêche artisanale, le tourisme durable, les espèces mobiles, le changement climatique, le financement et l’efficacité de la gestion)
- Assurer et élargir le financement des activités de réseau.

## Principales productions et contributions

### Statut des AMP de Méditerranée
Tous les 4 ans, le MedPAN et le SPA/RAC réalisent le statut des AMP en Méditerranée dans le but d’évaluer les progrès réalisés, depuis le premier inventaire effectué en 2008, sur le système méditerranéen des AMP, et dans le but d'arriver à 10 % de la surface méditerranéenne protégée. 

### Financement de projets
MedPAN finance divers projets de conservation en Méditerranée, et lance notamment chaque année un appel à petits projets qui dote chacun des trois lauréat d'un budget maximal de 20 000 €. 

### Outils de conservation
MedPAN développe et promeut un certain nombre d'outils et de référentiels pour harmoniser les bonnes pratiques de gestion des aires marines protégées dans la zone, comme le Guide pour l’évaluation rapide de la gestion des AMP méditerranéennes. 
L'association produit également divers guides et tutoriels vidéos, « roadmaps », courtes vidéos à titre documentaire ou informatif.

### Participation à des rencontres internationales
MedPAN porte également la voix des AMP de Méditerranée à diverses rencontres internationales, comme la Conférence sur les Océans aux Nations unies. 

## Aires protégées couvertes par MedPAN
MedPAN assiste actuellement 110 aires marines protégées dans le bassin méditerranéen. Leur étude géographique est réalisée par MAPAMED, base de données sur les AMP et autres sites d’intérêt pour la conservation de l’environnement marin en Méditerranée, gérée conjointement par MedPAN et le secrétariat du PNUE/PAM-SPA/RAC. 

### Sanctuaire international
| Dénomination       | Catégorie                                                       | Pays & Région                        | Numéro Wdpa | Classification IUCN | Superficie | Création |
| ------------------ | --------------------------------------------------------------- | ------------------------------------ | ----------- | ------------------- | ---------- | -------- |
| Sanctuaire Pelagos | Aire Spécialement Protégée d’Importance Méditerranéenne (ASPIM) | France, Italie et Monaco (haute mer) | 365015      |                     | 87 492 km2 | 2001     |

### Mer d'Alboran
| Dénomination                                  | Statut                        | Pays & Région                   | Numéro Wdpa | Classification IUCN | Superficie   | Création |
| --------------------------------------------- | ----------------------------- | ------------------------------- | ----------- | ------------------- | ------------ | -------- |
| Parc naturel du Détroit                       | Parc naturel                  | Espagne, Andalousie             | 348851      | V                   | 92,47 km2    | 2003     |
| Parc naturel des Falaises de Maro-Cerro Gordo | Parc naturel/ASPIM            | Espagne, Grenade et Malaga      | 365008      | II                  | 18,15 km2    | 2003     |
| Parc national Al Hoceima                      | Parc national/ASPIM           | Maroc, Taza-Al Hoceima-Taounate | 29969       |                     | 433,82 km2   | 2004     |
| Réserve marine de l'île Alboran               | Parc naturel & Réserve marine | Espagne                         | 306214      | IV                  | 4 260,74 km2 | 1997     |
| Îles Zaffarines                               | Refuge national de chasse     | Espagne                         | 13297       | IV                  | 3,14 km2     | 1982     |
| Parc naturel de Cabo de Gata-Níjar            | Parc naturel                  | Espagne, Andalousie             | 19041       | V                   | 260 km2      | 1987     |

### Bassin algéro-provençal
| Dénomination                                   | Catégorie                       | Pays & Région                      | Numéro Wdpa | Classification IUCN | Superficie | Création |
| ---------------------------------------------- | ------------------------------- | ---------------------------------- | ----------- | ------------------- | ---------- | -------- |
| Réserve marine du Cap de Palos                 | Réserve marine                  | Espagne, Murcie                    | 306217      | V                   | 18,98 km2  | 1995     |
| Réserve naturelle marine de l'île de Tabarca   | Réserve naturelle               | Espagne                            | 61581       | IV                  | 14,63 km2  | 1986     |
| Réserve naturelle marine du Cap San Antonio    | Réserve naturelle               | Espagne, Alicante                  | 142970      |                     | 9,67 km2   | 1993     |
| Îles Columbretes                               | Réserve marine/ASPIM            | Espagne                            | 365011      | IV                  | 44 km2     | 2001     |
| Réserve marine de Masia Blanca                 | Réserve marine                  | Espagne, Tarragone                 | 306610      | IV                  | 2,8 km2    | 1999     |
| Réserve marine de Ses Negres                   | Réserve marine                  | Espagne, Gérone                    | 151250      | IV                  | 0,42 km2   | 1993     |
| Aire marine protégée des îles Medes            | ASPIM                           | Espagne                            | 306580      | IV                  | 5,5 km2    | 1990     |
| Parc naturel régional du Cap de Creus          | Parc naturel régional/ASPIM     | Espagne, Gérone                    | 342626      |                     | 138,86 km2 | 1998     |
| Parc marin de la Côte Bleue                    | Parc marin                      | France, Provence-Alpes-Côte d'Azur | 306656      |                     | 101,68 km2 | 2004     |
| Réserve naturelle nationale de Cerbère-Banyuls | Réserve naturelle nationale     | France, Languedoc-Roussillon       | 4044        | IV                  | 6,5 km2    | 1974     |
| Parc national de Port-Cros                     | Parc national                   | France, Var                        | 663         | II                  | 24,75 km2  | 1963     |
| Réserve de Corail Rouge                        | Réserve                         | Monaco                             | 306190      | IV                  | 0,01 km2   | 1978     |
| Réserve marine de Larvotto                     | Réserve marine                  | Monaco                             | 11709       | IV                  | 0,5 km2    | 1978     |
| Portofino                                      | Parc naturel régional           | Italie                             | 14634       | V                   | 10,56 km2  | 1986     |
| Cinque Terre                                   | Parc national                   | Italie                             | 178784      | II                  | 38,6 km2   | 1999     |
| Réserve marine de Freus d’Eivissa              | Réserve marine                  | Espagne, Baléares                  | 306577      | IV                  | 136,17 km2 | 1999     |
| Bahia de Palma                                 |                                 | Espagne, Baléares                  |             |                     |            |          |
| Cabrera                                        | Parc national                   | Espagne, Baléares                  | 196045      | II                  | 914,2 km2  | 1991     |
| Illa del Toro                                  |                                 | Espagne, Baléares                  |             |                     |            |          |
| Illas Magrats                                  |                                 | Espagne, Baléares                  |             |                     |            |          |
| Àrea marina Platja de Migjorn (Mallorca)       | Site d'importance communautaire | Espagne, Baléares                  | 555523849   |                     | 20,46 km2  | 2006     |
| Norte Menorca                                  |                                 | Espagne, Baléares                  |             |                     |            |          |
| Réserve naturelle de Scandola                  | Réserve naturelle régionale     | France, Corse                      | 7168        | IV                  | 16,69 km2  | 1975     |
| Bouches de Bonifacio                           | Réserve naturelle régionale     | France, Corse                      | 178271      | IV                  | 794,6 km2  | 1999     |
| Asinara                                        | Parc national                   | Italie, Sardaigne                  | 100839      | II                  | 51,7 km2   | 1997     |
| Capo Caccia Isola Piana                        | Réserve marine                  | Italie, Sardaigne                  | 182732      | IV                  | 26,31 km2  | 2002     |
| Penisola Del Sinis - Isola Mal Di Ventre       | Réserve marine                  | Italie, Sardaigne                  | 13176       | IV                  | 267,03 km2 | 1997     |
| La Galite                                      | ASPIM                           | Tunisie                            | 109053      |                     | 27,15 km2  | 2001     |

### Mer Tyrrhénienne
| Dénomination                                | Catégorie         | Pays & Région     | Numéro Wdpa | Classification IUCN | Superficie | Création |
| ------------------------------------------- | ----------------- | ----------------- | ----------- | ------------------- | ---------- | -------- |
| Isolotti grossetani dell'Arcipelago Toscano | Directive oiseaux | Italie            | 555540398   |                     | 0,11 km2   | 2003     |
| Punta Campanella                            | Réserve naturelle | Italie            | 13165       | IV                  | 15,39 km2  | 1997     |
| Is. Ventotene e san Stefano                 | Réserve marine    | Italie            | 178828      | IV                  | 27,99 km2  | 1997     |
| Capo Gallo                                  | Réserve marine    | Italie, Sicile    | 182731      | IV                  | 21,73 km2  | 2002     |
| Ustica                                      | Réserve marine    | Italie, Sicile    | 16154       | IV                  | 159,51 km2 | 1986     |
| Is. Egadi                                   | Réserve marine    | Italie, Sicile    | 13170       | IV                  | 539,92 km2 | 1991     |
| Zembra et Zembretta                         | Parc national     | Tunisie           | 942         |                     | 7,91 km2   | 1977     |
| Capo Carbonara                              | Réserve marine    | Italie, Sardaigne | 178838      | IV                  | 143,61 km2 | 1998     |
| Is. Tavalora                                |                   | Italie, Sardaigne |             |                     |            |          |
| Archipelago di La Maddalena                 | Parc national     | Italie, Sardaigne | 166438      | II                  | 201,46 km2 | 1994     |

### Mer Adriatique
| Dénomination              | Catégorie                       | Pays & Région | Numéro Wdpa | Classification IUCN | Superficie | Création |
| ------------------------- | ------------------------------- | ------------- | ----------- | ------------------- | ---------- | -------- |
| Torre Guaceto             | Réserve naturelle               | Italie        | 15263       | IV                  | 22,27 km2  | 1991     |
| Ile Tremiti               | Réserve naturelle               | Italie        | 13164       | IV                  | 14,66 km2  | 1989     |
| Miramare                  | Réserve naturelle               | Italie        | 14691       | IV                  | 0,3 km2    | 1986     |
| Cape Madona               |                                 | Slovénie      |             |                     |            |          |
| Debeli Rtic               | Monument naturel                | Slovénie      | 326335      | III                 | 0,24 km2   | 1991     |
| Naravni Rezervat Strunjan | Réserve naturelle               | Slovénie      | 326403      | Ib                  | 1,24 km2   | 2004     |
| Limski Zaljev             | Réserve spéciale                | Croatie       | 15636       |                     | 4,29 km2   | 1979     |
| Brijuni                   | Site d'importance communautaire | Croatie       | 555578202   |                     | 34 km2     | 2014     |
| Telašćica                 | Site d'importance communautaire | Croatie       | 555578794   |                     | 69,99 km2  | 2014     |
| Kornati                   | Parc national                   | Croatie       | 2523        |                     | 215,71 km2 | 1980     |
| Malostonski Zaljev        | Réserve spéciale                | Croatie       | 16179       |                     | 148,99 km2 | 1983     |
| Mljet                     | Parc national                   | Croatie       | 2520        |                     | 52,88 km2  | 1960     |

### Mer Ionienne
| Dénomination      | Catégorie           | Pays & Région | Numéro Wdpa | Classification IUCN | Superficie | Création |
| ----------------- | ------------------- | ------------- | ----------- | ------------------- | ---------- | -------- |
| Porto Cesareo     | Réserve marine      | Italie        | 13167       | IV                  | 166,54 km2 | 1997     |
| Capo Rizzuto      | Réserve marine      | Italie        | 13168       | IV                  | 147,21 km2 | 1991     |
| Îles des Cyclopes | Réserve marine      | Italie        | 13172       | IV                  | 6,23 km2   | 1989     |
| Isole Pelagie     | Réserve naturelle   | Italie        | 182733      | IV                  | 41,36 km2  | 2002     |
| Zakynthos         | Parc national marin | Grèce         | 555527030   |                     | 69,78 km2  | 2006     |

### Mer Égée
| Dénomination                    | Catégorie           | Pays & Région | Numéro Wdpa | Classification IUCN | Superficie | Création |
| ------------------------------- | ------------------- | ------------- | ----------- | ------------------- | ---------- | -------- |
| Parc national marin d'Alonissos | Parc national marin | Grèce         |             |                     | 2 260 km2  | 1992     |
| Datça Bozburun                  |                     | Turquie       |             |                     |            |          |

### Bassin Levantin
| Dénomination      | Catégorie                       | Pays & Région | Numéro Wdpa | Classification IUCN | Superficie | Création |
| ----------------- | ------------------------------- | ------------- | ----------- | ------------------- | ---------- | -------- |
| Kekova            |                                 | Turquie       |             |                     |            |          |
| Lara Toxeftra     | site de nidification de tortues | Chypre        | 14835       | Ia                  | 1,01 km2   | 1989     |
| Ibn Hani          |                                 | Syrie         |             |                     |            |          |
| Om Al Toyour      |                                 | Syrie         |             |                     |            |          |
| Ras al Bassit     |                                 | Syrie         |             |                     |            |          |
| Palm Islands      | ASPIM                           | Liban         | 555547507   |                     | 5 km2      | 2012     |
| Yam Dor Ha-Bonim  | Réserve naturelle               | Israël        | 13744       | IV                  | 5,23 km2   | 2002     |
| Yamit Evtah Darom | Réserve naturelle               | Israël        | 317000      |                     | 0,33 km2   | 2003     |
| Yam Gador         | Réserve naturelle               | Israël        | 555651607   |                     | 0,83 km2   | 2004     |